# Hidden Place
Hidden Place – pierwszy singel islandzkiej piosenkarki Björk z albumu Vespertine.
Melodia występująca w piosence podczas śpiewu chóru zapożyczona jest z kompozycji "Verklärte Nacht", autorstwa Arnolda Schönberga. Tekst piosenki opisuje Björk, ukazując jej stosunek do samej siebie.
Albumowa wersja zawiera werset, który nie występuje na innych edycjach utworu.
Jest to pierwszy singel z albumu i jeden z kilku komercyjnych singli Björk wydanych w USA.
Na listach przebojów w Wielkiej Brytanii piosenka osiągnęła maksymalnie dwudzieste pierwsze miejsce, a w Kanadzie szesnaste.

## Wideoklip
Teledysk do utworu został wyreżyserowany przez reżyserów/grafików Michaela Amzalaga i Mathiasa Augustyniaka vel M/M (Paris), jak również fotografów: Ineza van Lamsweerde'a i Vinoodha Matadina. Klip przedstawia twarz piosenkarki, z której oczu, nosa i ust wypływają kolorowe płyny.

## Lista ścieżek
CD1
1. "Hidden Place" (Edit) – 4:00
2. "Generous Palmstroke" – 4:26
3. "Verandi" – 4:28

CD2
1. "Hidden Place" (Acapella) – 5:15
2. "Mother Heroic" – 2:44
3. "Foot Soldier" – 2:35

DVD (UK/US)
1. "Hidden Place" (Video) – 4:00
2. "Generous Palmstroke" – 4:26
3. "Verandi" – 4:28

## Wersje
- Acapella
- Edycja Radiowa
- Hearts & Bones Mix
- Wersja Wideo

## Notowania
| Lista                            | Najwyższa pozycja |
| -------------------------------- | ----------------- |
| Hot Canadian Digital Singles     | 16                |
| Danish Singles Chart             | 19                |
| Dutch Singles Chart              | 60                |
| Finnish Singles Chart            | 11                |
| French Singles Chart             | 20                |
| German Singles Chart             | 70                |
| Norwegian Singles Chart          | 19                |
| Spanish Singles Chart            | 3                 |
| Swedish Singles Chart            | 47                |
| Swiss Singles Chart              | 77                |
| UK Singles Chart                 | 21                |
| U.S. Billboard Hot Singles Sales | 50                |

## Inne wersje
Maria Pia De Vito nagrała własną wersję Hidden Place na swój album "Mind the Gap" (2009).